# Schiffswerft Übigau
Die Schiffswerft Übigau war eine Werft im Dresdner Stadtteil Übigau. Sie war Standort der ersten deutschen Schiffbauversuchsanstalt und galt in den 1920er Jahren als eine der größten Binnenwerften Europas.

## Standort

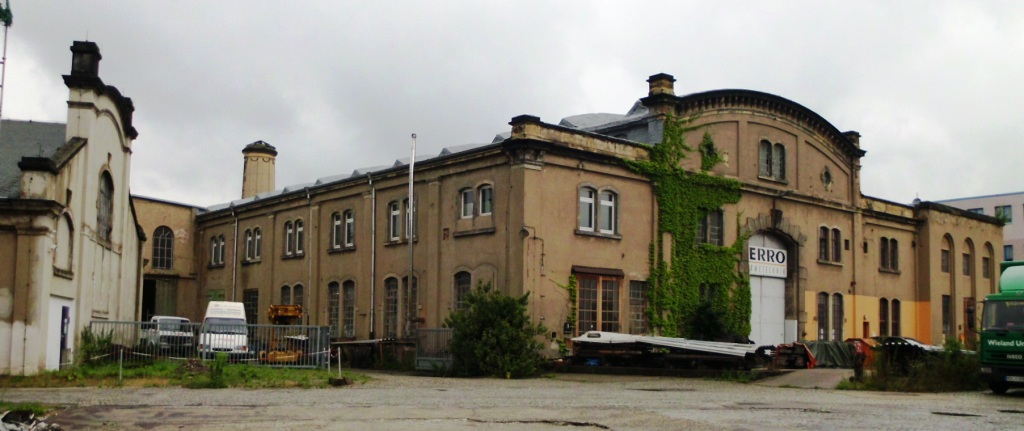
Blick auf die Maschinenbauhalle

Die Schiffswerft Übigau befand sich am rechten Ufer der Elbe am Stromkilometer 60,3. Sie lag im Südosten von Übigau, das 1903 nach Dresden eingemeindet wurde. Das ehemalige Betriebsgelände dehnt sich von Schloss Übigau rund 200 Meter nach Südwesten in Richtung Flügelwegbrücke aus. Zu erreichen ist es über die nach dem Betrieb benannte Werftstraße oder über die Rethelstraße; die Adresse lautet Rethelstraße 49 bzw. 51. Das Gelände gehört zur Kulturlandschaft Dresdner Elbtal, die von 2004 bis 2009 UNESCO-Welterbe war.

## Geschichte

### 1873–1905: Werft im Dienst der Kettenschleppschifffahrt

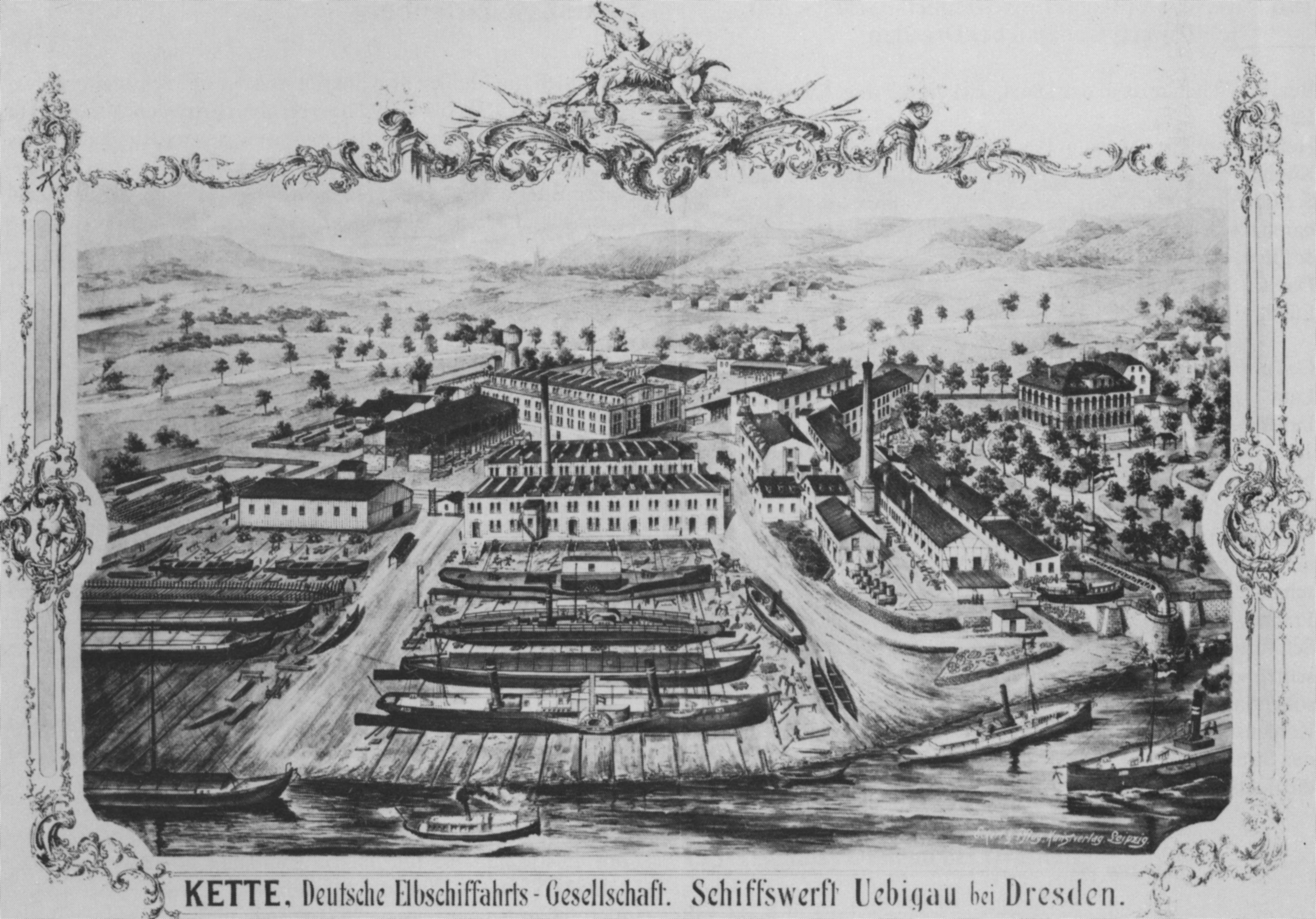
Schiffswerft Übigau, 1892

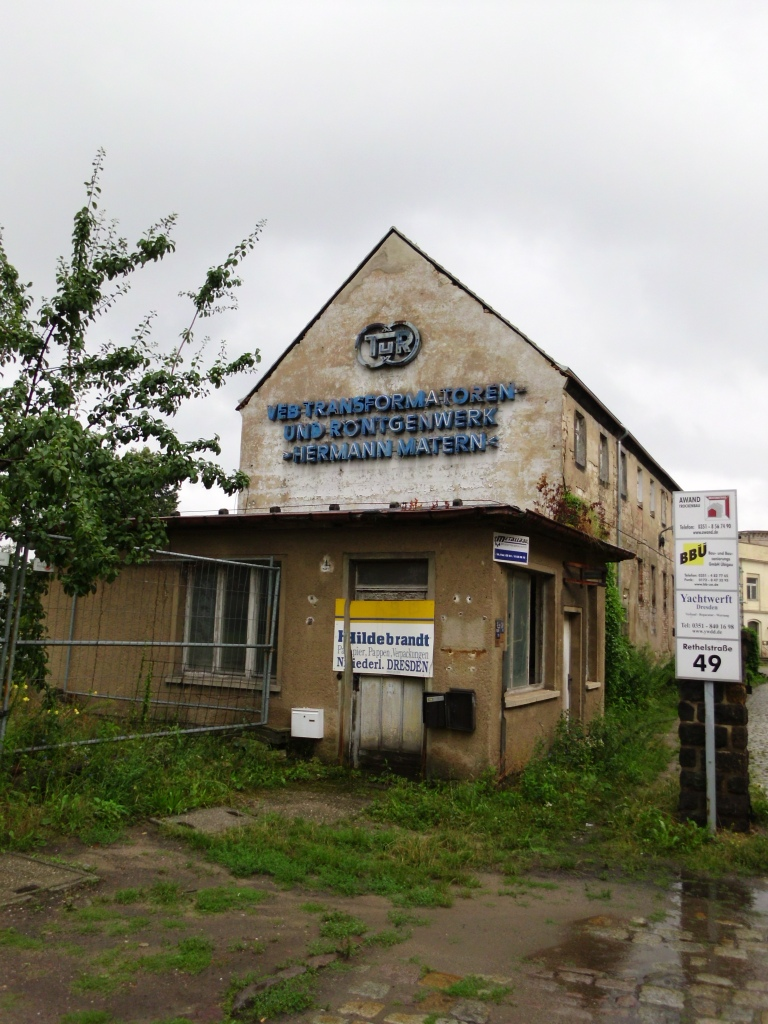
Eingangsbereich zur Schiffswerft Übigau, hier die Leuchtwerbung VEB Trafowerk, darunter und daneben Schilder der derzeitigen Nutzer, 2010

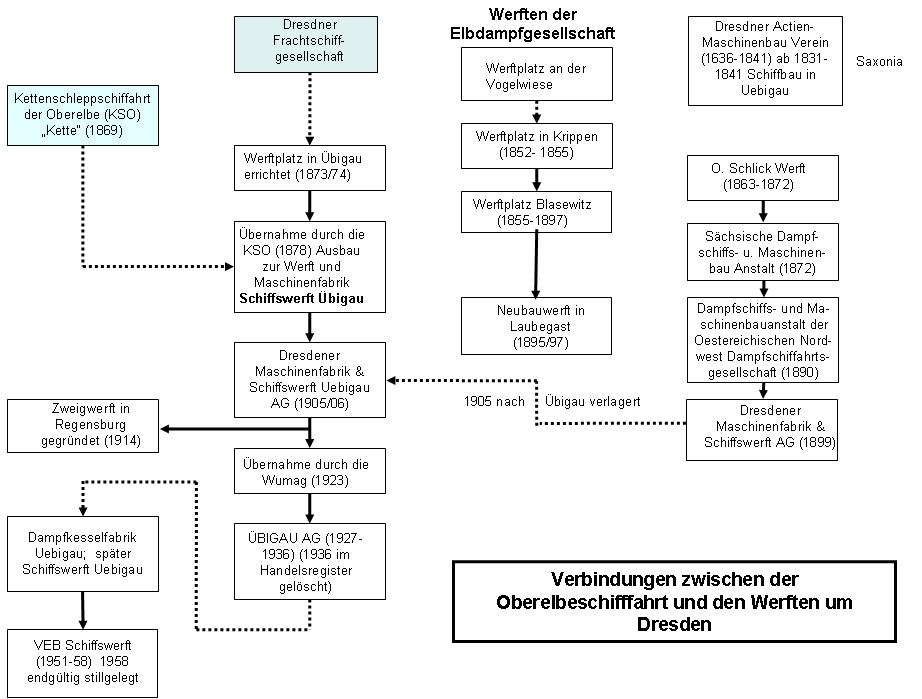
Strukturübersicht zur Erläuterung der Verbindungen zwischen der Oberelbeschifffahrt und der Werft in Übigau

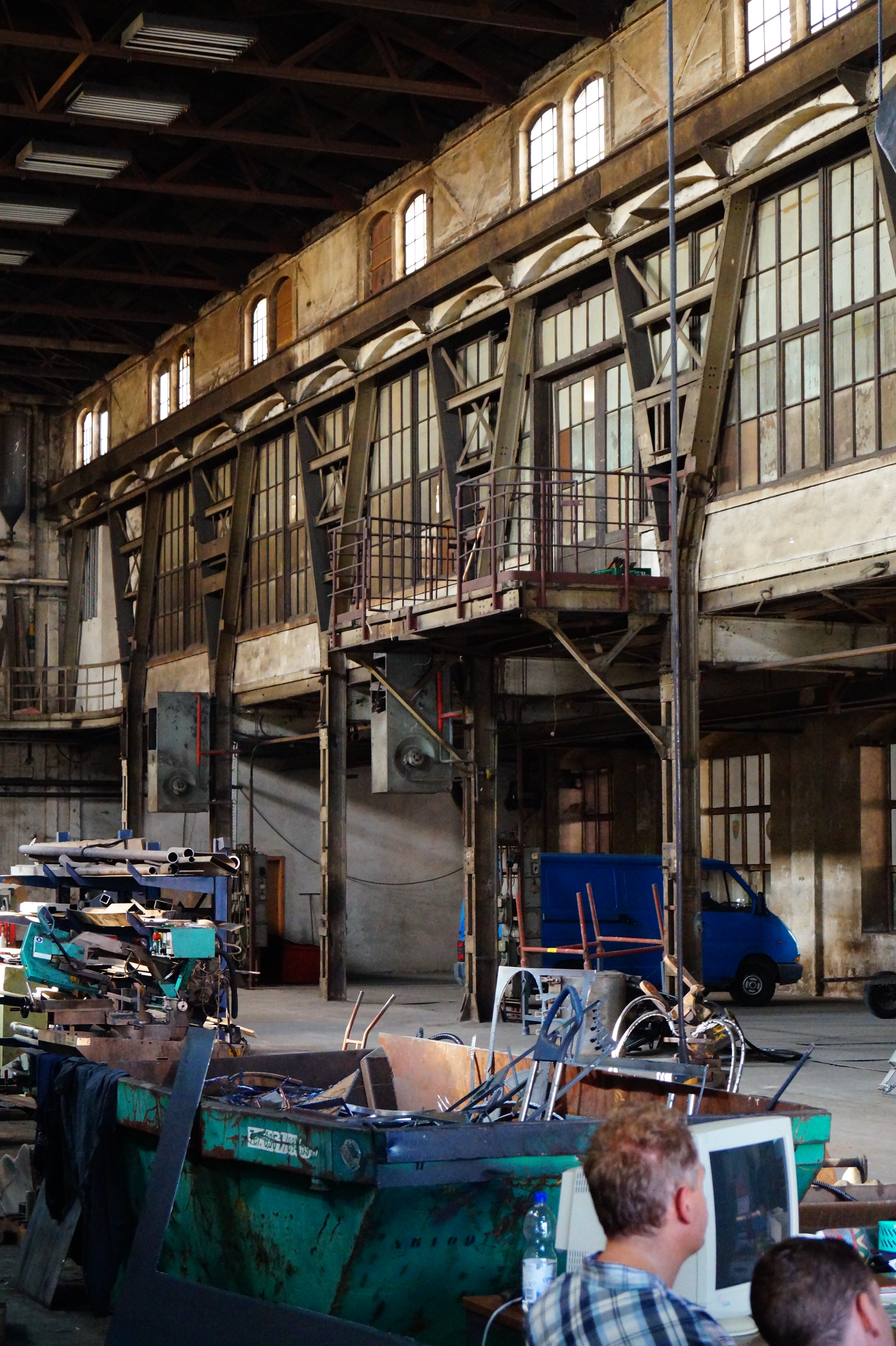
Werkshalle, 2016

Die „Frachtschiffahrts-Gesellschaft in Dresden“ (FSG), ein 1871 gegründeter Vorgänger der Sächsischen Dampfschiffahrt, richtete 1873 in Übigau eine Schiffbauerei ein, in der sie Reparaturen an ihren Holzschiffen durchführen ließ. Die Anlage entstand an einem bereits traditionsreichen Industriestandort: In unmittelbarer Nachbarschaft hatte die von 1836 bis 1841 bestehende Maschinenbauanstalt Übigau unter Johann Andreas Schubert mit der Saxonia die erste funktionstüchtige in Deutschland gebaute Dampflokomotive sowie mit der Königin Maria das erste sächsische Personendampfschiff gefertigt.
Die Werft ging 1877/78 mit ihren damals 40 Mitarbeitern in den Besitz der 1868 gegründeten „Kettenschleppschiffahrt der Oberelbe“ (KSO) über. Sie wurde für den Stahlschiff-, Kessel- und Maschinenbau ertüchtigt und begann anschließend mit dem Schiffsneubau. Anfangs baute die Werft Schleppkähne, ab 1881 mit der Königin Carola auch Radschlepper. Die am 13. September 1881 aus der KSO entstandene „Kette – Deutsche Elbschiffahrts-Gesellschaft“ übernahm die Schiffe und die Werft. Die „Kette“ unterhielt von Böhmen bis Hamburg die Kettenschifffahrt auf der Elbe. Prägend auf den deshalb auch Kette-Werft genannten Übigauer Schiffbaustandort und die gesamte Gesellschaft wirkte deren Initiator, der Ingenieur Ewald Bellingrath (1838–1903). Er ließ beide ständig erweitern. Im Jahr 1885 begann der Bau der 60 Meter langen, 32 Meter breiten und fast 11 Meter hohen Maschinenhalle. Die Baukosten betrugen 137.000 Mark. Im April 1886 ging die Halle in Betrieb. Im Jahr 1886 dehnte die „Kette“ ihren Besitz auch auf das benachbarte Schloss Übigau aus. Die Werkstätten, die noch 1893 nur 584 Quadratmeter groß waren, wurden zum Teil nach Entwürfen von Otto Intze beträchtlich ausgebaut.
Bellingraths Nachfolger als Generaldirektor der „Kette“ wurde mit Jahresbeginn 1903 dessen langjähriger Wegbegleiter und Stellvertreter Carl Philippi. Im Jahr 1904 waren unter der Leitung von Berthold Masing, der den Betrieb von 1890 bis 1906 führte, 60 Beamte, 20 Meister und 700 Arbeiter in der Werft tätig. Ein Pulsometer diente zur Wasserversorgung. Die Energieversorgung geschah über eine Dampfzentrale mit drei Kesseln; ein eigener Kohlenkahn beschaffte die Kohle. Um Schiffe auf Land nehmen und zu Wasser lassen zu können, gab es eine Slipanlage mit etwa 500 Tonnen Tragkraft. Bestandteil der betriebseigenen Materialprüfungsanlage war eine Zerreißmaschine mit nahezu 50 Tonnen Zugkraft. Die Betriebsfeuerwehr war als eine der wenigen in Sachsen in der Lage, mögliche Brände auch vom Wasser aus zu bekämpfen. Zudem gehörte eine eigene Eisen- und Metallgießerei zur Fabrik.
Für die damalige Zeit außergewöhnlich war die enge Zusammenarbeit zwischen der Übigauer Werft und der Technischen Hochschule (TH) Dresden. Angeregt von Hubert Engels, dem TH-Professor für Wasserbau, wurde 1885 der Entschluss gefasst, eine Schleppversuchsanstalt auf dem Werftgelände aufzubauen. Nachdem zunächst die technischen Gerätschaften für die „Anstalt zur Prüfung von Schiffswiderständen und hydrometrischen Instrumenten“ beschafft wurden, konnte 1892 auch das Schleppbecken und damit die erste Schiffbau-Versuchsanstalt Deutschlands in Betrieb genommen werden. Mit ihrem eigens errichteten 63 m langen, fünf Meter breiten Wasserbecken mit 1,38 m Wassertiefe diente die Anlage unter der Leitung Bellingraths zur praktischen Erprobung von technischen Neuerungen im Schiffbau. U. a. ließ Gustav Zeuner darin seinen Turbinenpropeller mit Kontraktor in einem Versuchsschiff hydrokinetisch testen. Bellingrath erreichte sein Ziel, mit Modellversuchen in dieser Schiffbauversuchsanstalt eine günstigere Schiffsform der Binnenschiffe für das deutsche Kanalnetz zu finden. Die Anstalt wurde im Ersten Weltkrieg stillgelegt und danach nicht wieder in Betrieb genommen. Die wissenschaftliche Zusammenarbeit zwischen Hochschule und Werft endete erst mit deren Schließung 1930.

### 1905–1930: Entwicklung zur führenden deutschen Binnenwerft und Stilllegung

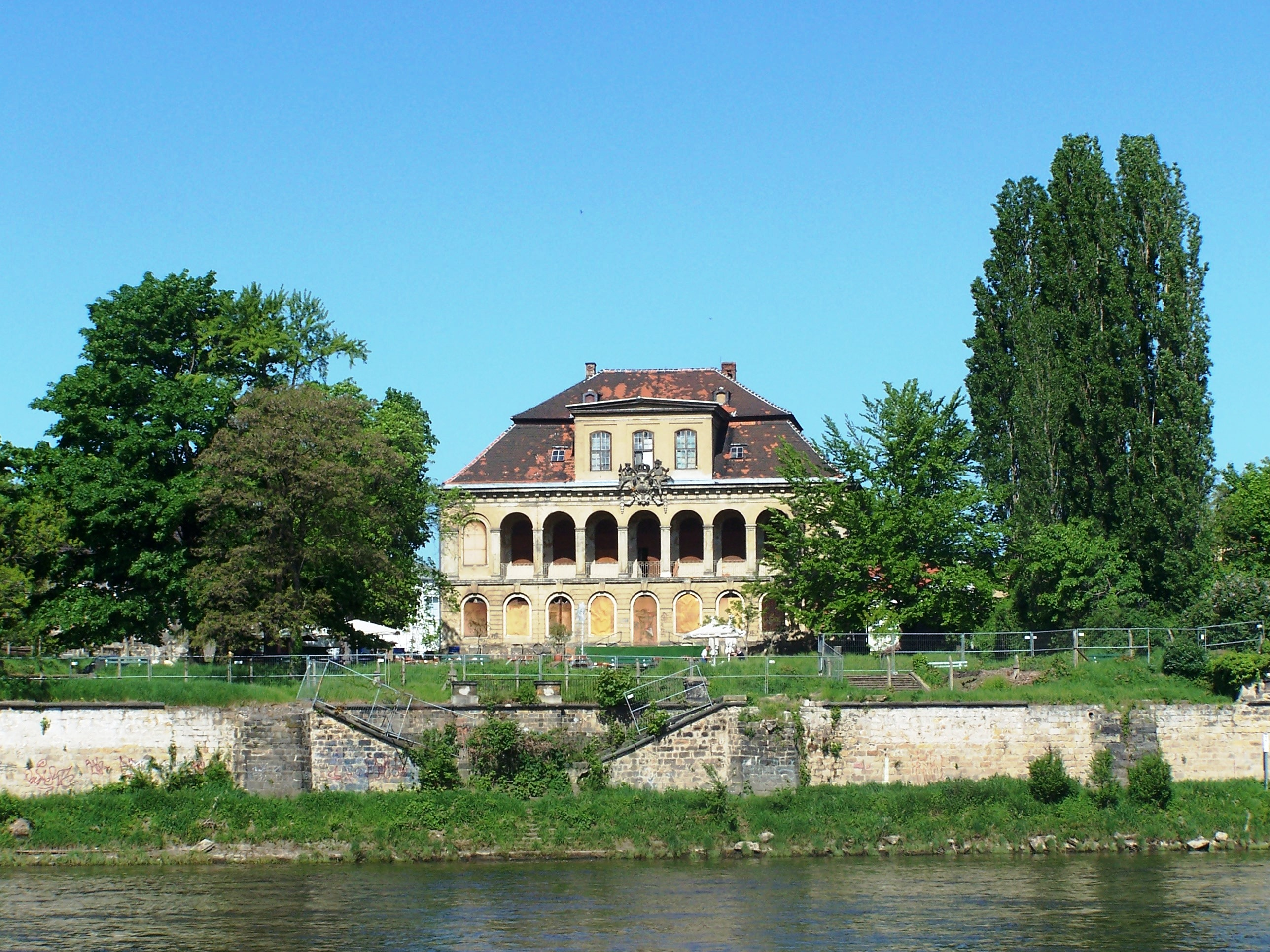
Schloss Übigau, Sitz der Werftverwaltung

Im Jahr 1905 fusionierte die Schiffswerft Übigau mit der 1863 gegründeten Sächsischen Dampfschiffs- und Maschinenbauanstalt. Letztere gab daraufhin ihren Standort am Neustädter Hafen in der Leipziger Vorstadt Dresdens auf und siedelte komplett ins wenige Kilometer stromabwärts gelegene Übigau über, da dort mehr Platz für den Bau größerer Schiffe war. Der neue Name des Unternehmens lautete Dresdner Maschinenfabrik und Schiffswerft Uebigau AG.
In der Folge entstanden viele neue Gebäude und Fertigungshallen sowie eine modernere Slipanlage. Ebenfalls 1905 wurde in Regensburg ein Zweigbetrieb an der Donau errichtet. Rund 500 Schiffe wurden bis dahin gebaut und zeigten die hohe Produktivität der Werft. Der Betrieb hatte 1910 rund 1200 Beschäftigte. Diese Zahl wuchs bis 1921 auf 1500 Arbeiter an. In den 1920er Jahren galt die Schiffswerft Übigau als einer der größten europäischen Binnenwerften für Fracht- und Personenschiffe, die auch Aufträge aus anderen Erdteilen erfüllte. Nach dem Ersten Weltkrieg richtete die Werft im Schloss Übigau ihre Verwaltungsräume ein.
Die 1849 entstandene Waggon- und Maschinenbau AG Görlitz (WUMAG) übernahm per Hauptversammlungsbeschluss vom 22. März 1923 die Werft, die fortan unter Waggon- und Maschinenbau AG Görlitz, Abteilung Schiffswerft Übigau firmierte. Um 1926 wandelt sich das Unternehmen in eine selbständige Aktiengesellschaft mit dem Namen Übigau AG, Schiffswerft, Maschinen- und Kesselfabrik um. Die Aktien übernahm die WUMAG. Die schlechte Auftragslage aufgrund der Wirtschaftskrise führte jedoch bereits 1930 zum Konkurs und schließlich zur kompletten Stilllegung der Werft. Bis dahin wurden einschließlich der Stapelläufe in der Sächsischen Dampfschiffs- und Maschinenbauanstalt 1393 Schiffe gebaut. Im Jahr 1931 ging aus den Resten der Übigau AG durch Umgründung die Gesellschaft Übigau für Baggerbau, Maschinenbau und Schiffbau mbH hervor.

### 1935–1958: Rüstungsunternehmen, VEB und endgültige Schließung

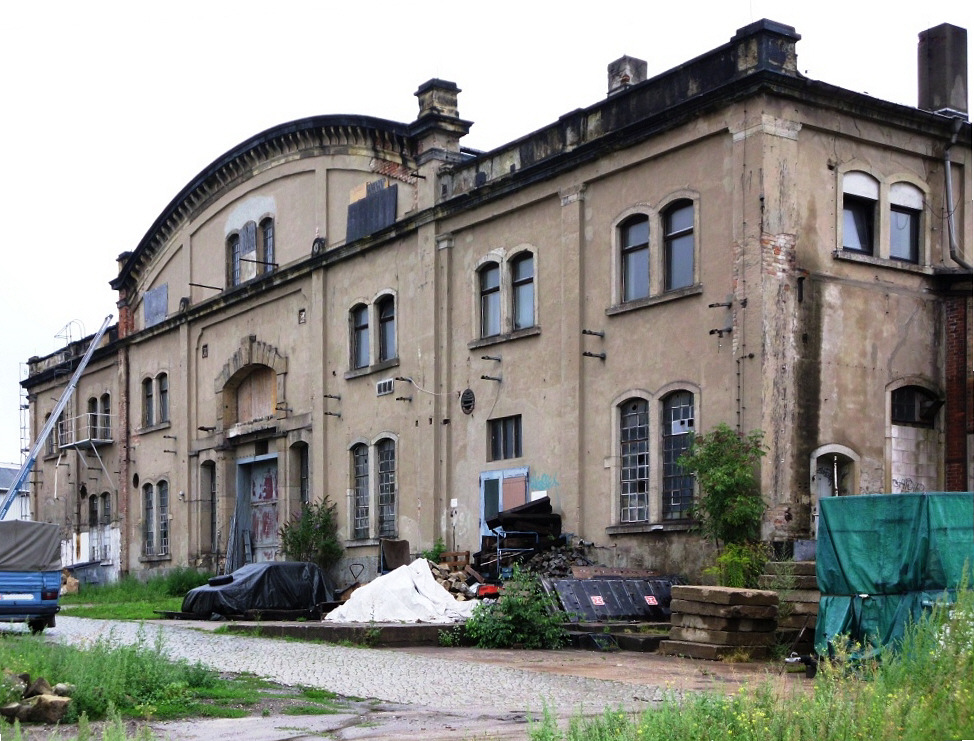
Blick auf die ehemalige Kesselschmiede der Schiffswerft Übigau

Drei ehemalige Ingenieure der Werft entschlossen sich 1935 zur Übernahme eines Teils des alten Werftgeländes und gründeten dort die Übigau-AG Schiffswerft, Maschinen- und Kesselfabrik, die bis Ende des Zweiten Weltkriegs Motoren, Bagger und Schiffe herstellte. Am 11. April 1935 feierte der Betrieb unter der Leitung des Schiffbauingenieurs Wilhelm Schmidt mit zunächst 100 Beschäftigten den Neubeginn. Sachsens Gauleiter Martin Mutschmann und Dresdens Oberbürgermeister Ernst Zörner tauften an jenem Tag die ersten beiden zehnriemigen Kutter, die die Werft für das Marinesturmbanner II/2 gebaut hatte, auf die Namen „Königsberg“ und „Dresden“. Auf dem verbliebenen Restgrundstück entstand unabhängig davon die Dampfkesselfabrik Übigau. Auf dem Areal der beiden kriegswichtigen Rüstungsbetriebe wurden für den Bau der U-Boote vom Typ XXI auch starkwandige Druckkörper-Sektionen hergestellt, die auf der Elbe schwimmend zu den Ausrüstungswerften transportiert wurden. Die bisher verwendete Niettechnik wurde damals zunehmend durch Schweißtechnik ersetzt. Die Luftangriffe auf Dresden vom 16. Januar und 2. März 1945 richteten auf dem Gelände große Schäden an. Das Magazingebäude wurde dabei total, die westliche Maschinenbauhalle zum Teil zerstört. Am 13. Januar 2004 förderte ein Bagger eine 250-Kilogramm-Bombe US-amerikanischer Bauart vor dem ehemaligen Werftgelände aus dem Schlamm der Elbe.
Aufgrund der Rüstungsproduktion im Dritten Reich wurde die Werft von der sowjetischen Besatzungsmacht 1945 als Reparationsleistung für die Sowjetunion demontiert, jedoch schon bald mit der Reparatur von Schiffen beschäftigt. Bald darauf wurden beide Unternehmen enteignet. Aus der Dampfkesselfabrik ging der VEB Dampfkesselbau hervor, die Übigau-AG wurde zum VEB Schiffswerft. Die Werft war nun erneut Hersteller von Schiffen. Sie fungierte als Trägerbetrieb der BSG Motor Schiffswerft Übigau, eines Vorgängers des SC Borea Dresden. Im Jahr 1958 kam das Ende für den Schiffbau, der von Übigau in die Schiffswerft Laubegast und die Elbewerft Boizenburg verlegt wurde. Anschließend übernahm der VEB TuR Dresden das Werftgelände. Er führte es als sein Werk II und stellte dort fortan Behälter für Großtransformatoren her.

## Produkte

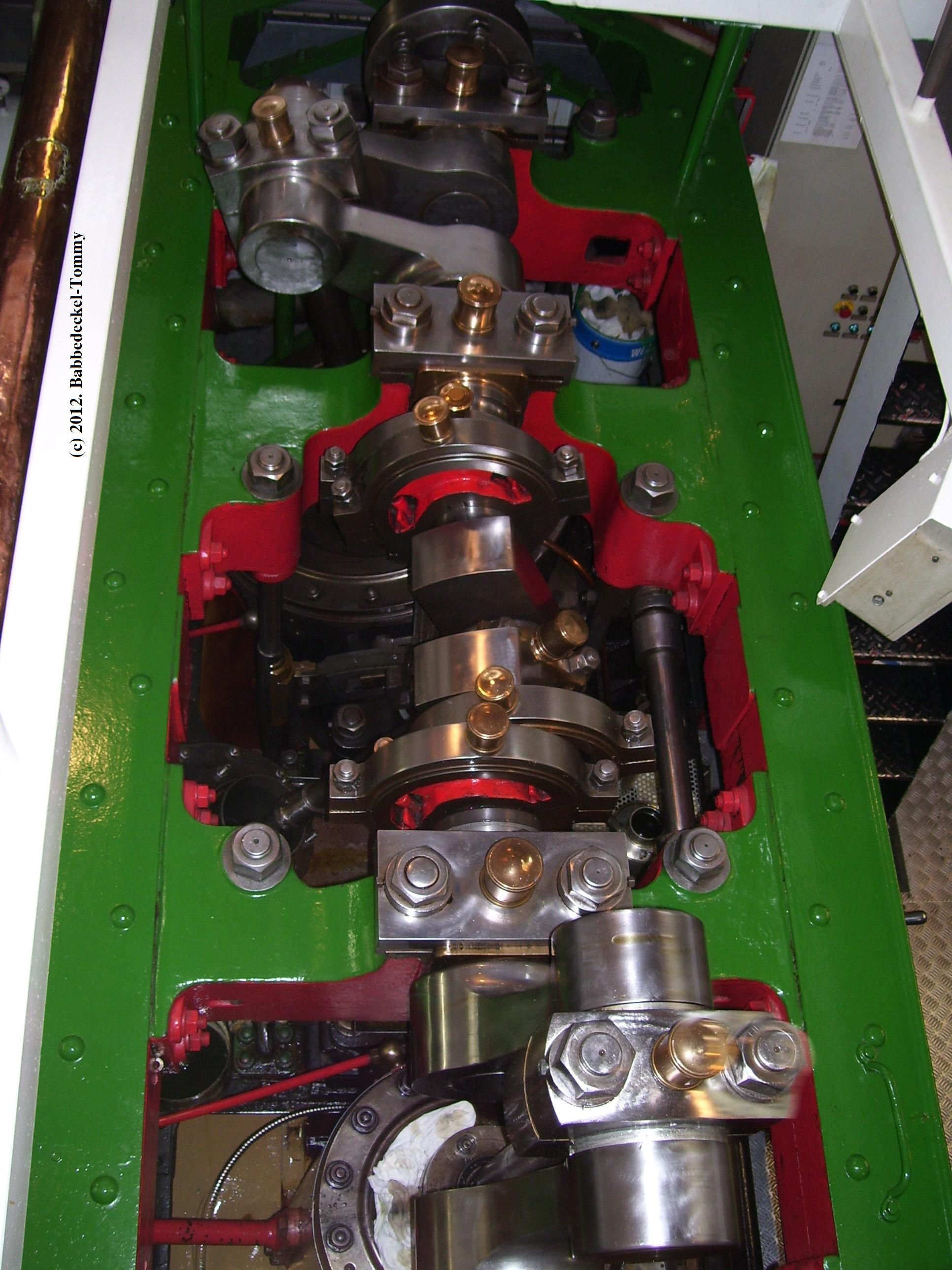
In Übigau gebaute Dampfmaschine der Kurort Rathen

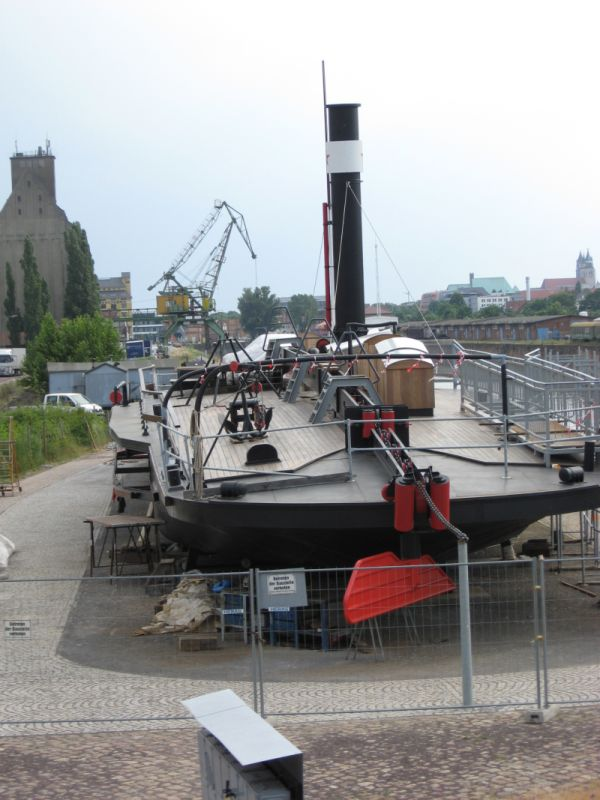
Gustav Zeuner

Die Übigauer Werft baute verschiedenste Schiffstypen, darunter Dampfschiffe, Motorboote, Frachtkähne, Prahme sowie Schleppkähne mit Rad- oder Schraubenantrieb. Außerdem fertigte sie alle möglichen Schiffsteile und Ausrüstungsgegenstände, darunter Pontons, Schiffsmaschinen und Kessel. Sie waren nicht nur für die Binnen-, sondern auch für die Seeschifffahrt gedacht. So stammen aus Übigau auch die technischen Einrichtungen vieler Elbdampfer, die in der Laubegaster Werft in die dort gebauten Schiffsrümpfe eingebaut wurden. Ein weiterer Produktionsschwerpunkt waren Maschinen für Fabriken. Die Werft stellte ferner Trocken- und Nassbagger, Dampfwinden, Kräne und maschinelle Einrichtungen für Berg- und Drahtseilbahnen her. So lieferte die Maschinenfabrik und Schiffswerft Übigau auch die Antriebstechnik für die Standseilbahn Dresden – einen Kettenschleppantrieb, wie er auf Kettenschleppschiffen auf der Elbe bereits erprobt war.
Die Gustav Zeuner, das einzige nahezu vollständig erhalten gebliebene Relikt der Kettenschifffahrt auf der Elbe, lief 1894 als erster Kettenschleppdampfer der zweiten Generation in Übigau vom Stapel. Im Jahr 1903 entstand in der Übigauer Werft die Teltow, ein Oberleitungsboot. Auch die Thalia, Flaggschiff der Wörthersee-Schifffahrt, eines der letzten echten Dampfschiffe Österreichs und zugleich der einzige Schraubendampfer im Land, wurde in Übigau gebaut (1909 fertiggestellt). Die Kaiser Wilhelm, einer der letzten noch fahrenden Schaufelraddampfer in Deutschland, die mit Kohle befeuert werden, wurde 1909/10 in Übigau auf ihr heutiges Maß verlängert.
Bereits 1904 war die Kapazität der Werft beachtlich. Im Juli waren damals u. a. ein Schraubenboot und Seetonnen für die Kaiserliche Marine, ein Schleppdampfer, acht Ziegeltransportkähne sowie mehrere größere Schiffsmaschinen gleichzeitig in Arbeit. Während der letzten Phase des Übigauer Schiffbaus in der frühen DDR-Zeit ab 1950 entstanden in der Werft unter anderem große Motorfrachtschiffe für die sowjetische Binnenschifffahrt, Schwimmrammen, Schwimmkräne und Pontons sowie der erste in der DDR gebaute Eisbrecher, die Hohensaaten, Typschiff der Oder-Klasse. Auch Saugbagger und zahlreiche schwimmende Pumpstationen wurden konstruiert und gebaut. Sie entstanden in der Zusammenarbeit mit dem VEB Roßlauer Schiffswerft. Viele dieser Schiffe waren Reparationsleistungen für die UdSSR, darunter die 16 in den Jahren 1956 und 1957 gebauten Motorgüterschiffe vom Typ SU 276.

## Spuren

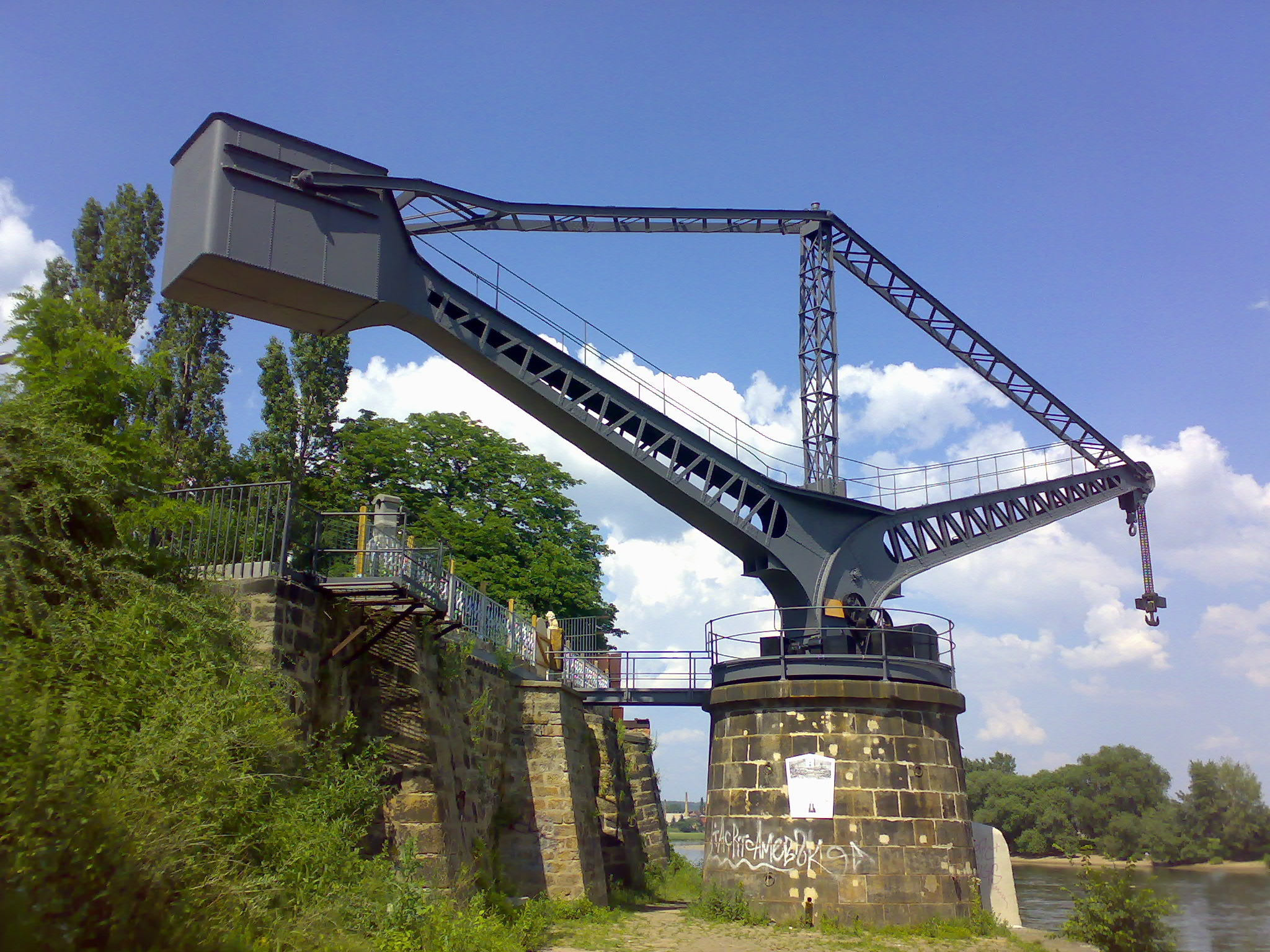
Der Kran von 1891 diente zum Einsetzen der Dampfmaschinen, Kessel und Motoren in die Binnenschiffe. Er entwickelte sich zu einem Wahrzeichen der Werft und Übigaus.

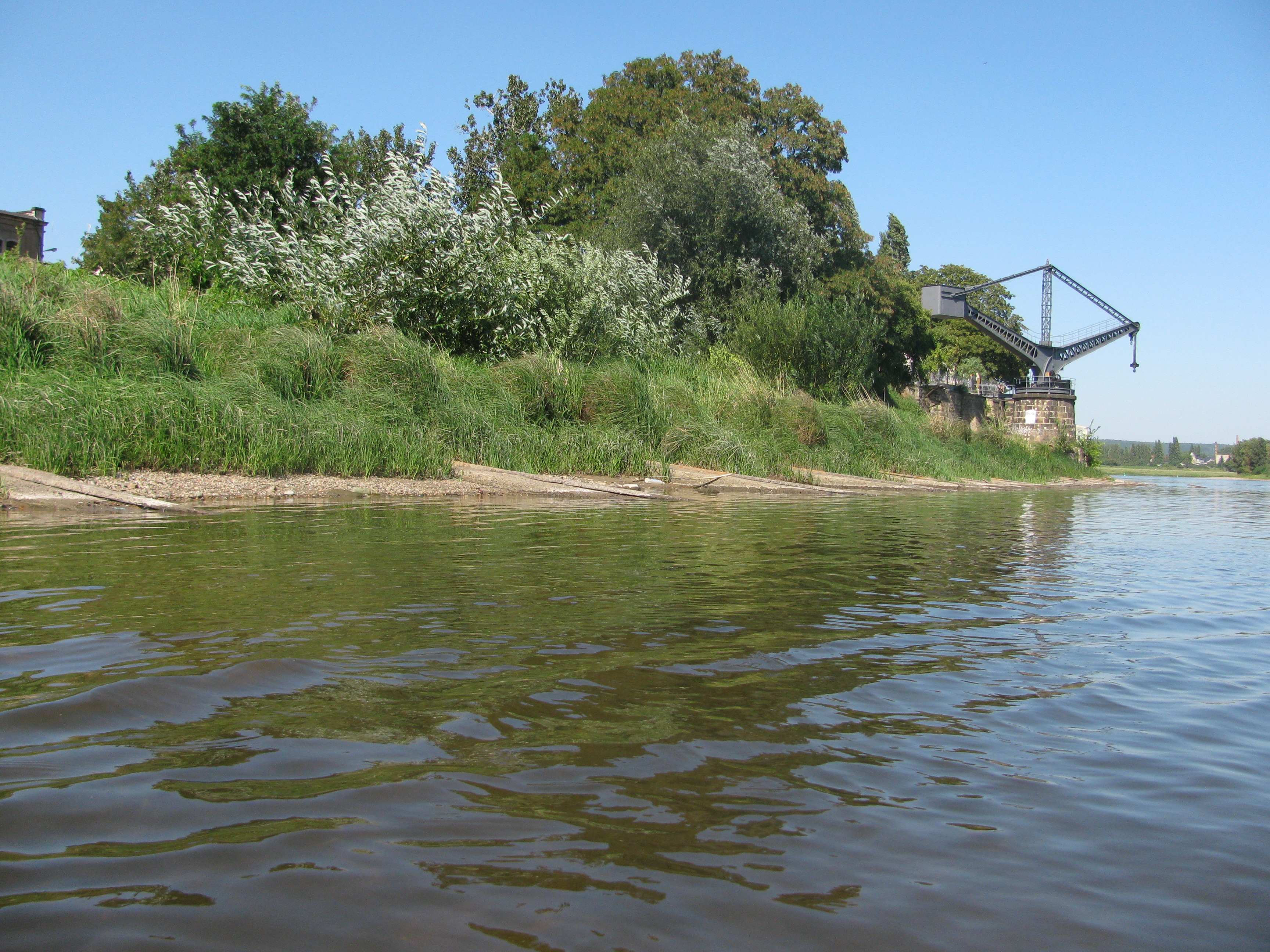
Reste der denkmalgeschützten Slipanlage am Elbufer unterhalb des Drehkrans

Vom Baubestand der Schiffswerft blieben mehrere alte Fabrikhallen erhalten. Sie stehen heute unter Denkmalschutz und finden sich in der Liste der Kulturdenkmale in Übigau. Konkret betrifft dies das ehemalige Kessel- und Maschinenhaus, die Maschinenbauhalle und die frühere Kesselschmiede („Hildebrandt-Halle“). Zudem sind die Reste der Slipanlage am Elbufer sowie seit 1982 auch der benachbarte eiserne Drehkran denkmalgeschützt.
Der 1891 von den Eisenwerken Hamburg auf einem Sandsteinsockel errichtete und 18 Meter hohe Kran geht auf das System des britischen Maschinenbauers William Fairbairn zurück. Er diente der Montage schwerer Maschinen. Zunächst wurde er von Hand, ab 1904 dann elektrisch betrieben. Mit seinem 14 Meter langen Ausleger konnte er Lasten bis zu 30 Tonnen heben, nach anderen Angaben sogar bis zu 50 Tonnen. Mangels Antriebs ist der Kran heute nicht mehr funktionstüchtig, wurde jedoch 2005 restauriert.
Während einige ehemalige Werftgebäude ungenutzt verfallen, dienen andere mehreren mittelständischen und kleinen Betrieben als Sitz. Die technikgeschichtliche Bedeutung sowie das architektonische Potenzial des Geländes führten 2010 zu nicht realisierten Planungen für ein Schaudepot des Verkehrsmuseums Dresden an diesem Standort.